# HD 1083
HD 1083，又名BD+26 23，SAO 73842、HR 53，是一颗恒星，视星等为6.35，位于銀經113.1，銀緯-34.9，其B1900.0坐标为赤經0h 9m 59.3s，赤緯+26° -34.9′ 40″。